# Латеранська базиліка

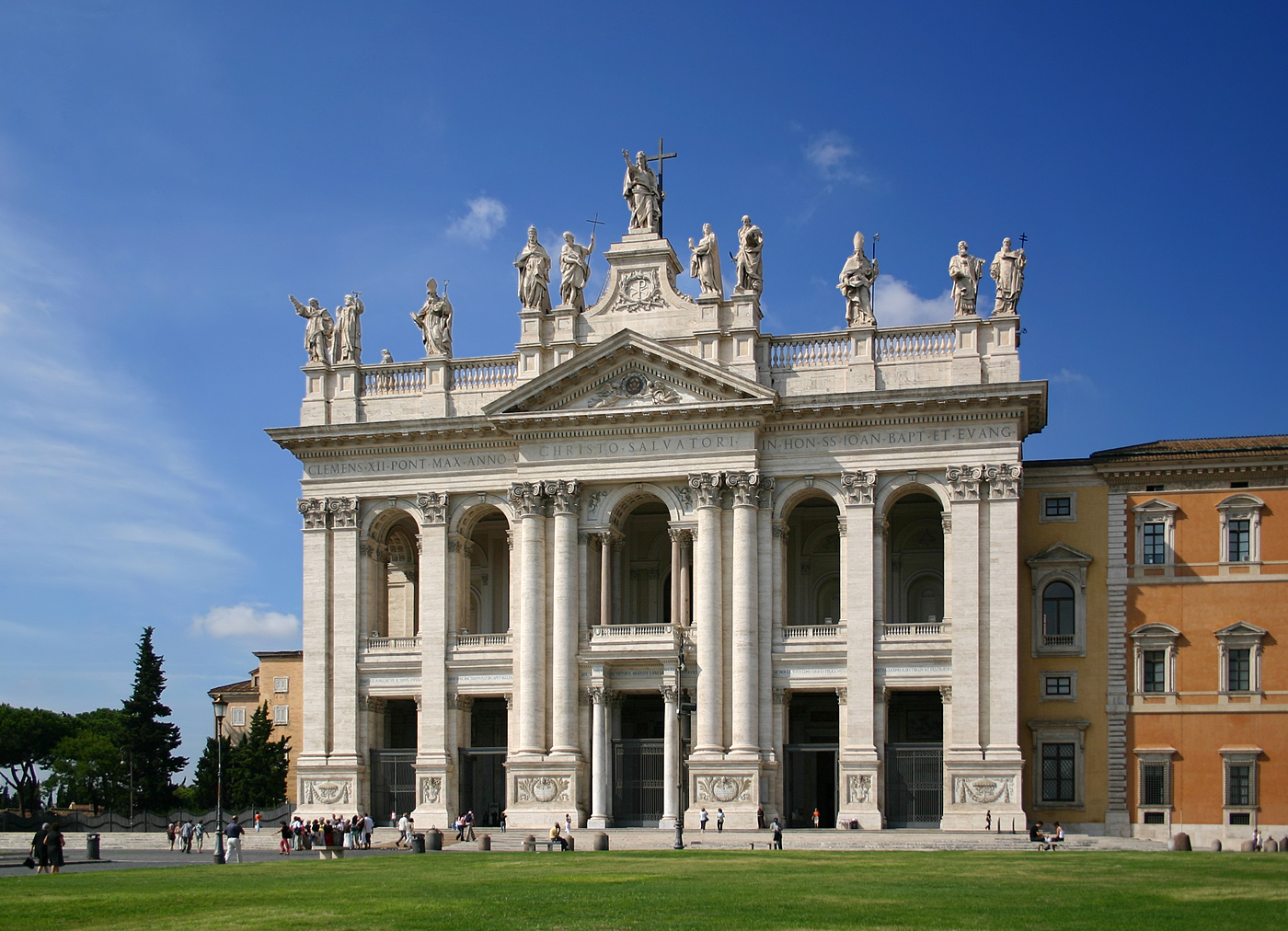
Базиліка в Латерано. Головний фасад з 1736

Собор Святого Івана Хрестителя на Латеранському пагорбі або Базиліка Сан-Джованні ін Латерано, Базиліка в Латерано (італ. Basilica di San Giovanni in Laterano; офіційна назва Archibasilica Sanctissimi Salvatoris) — кафедральний собор Риму з кафедрою римського єпископа (а також папського трону). Теперішня (з 2006 р.) повна офіційна назва — лат. Archibasilica Pontificia Sanctissimi Salvatoris et Sanctorum Iohannes Baptistae et Ioannis Evangelistae in Laterano, італ. Arcibasilica Papale del Santissimo Salvatore e dei Santi Giovanni Battista ed Evangelista in Laterano, нім. Päpstliche Erzbasilika des Allerheiligsten Erlösers, des Heiligen Johannes des Täufers und des Heiligen Johannes des Evangelisten im Lateran («Папська базиліка найсвятішого Спасителя, святих Івана Хрестителя та Івана Євангеліста у Латерано»).
Церква є папським собором і церквою єпископа Рима (Папи). Поруч із нею розташований Латеранський палац.
Ця церква є найстарішою та найвищою з чотирьох основних папських базилік, а також однією із семи церков паломників Риму, яка має унікальний титул «архибазиліка». Заснована в 324 році, це найстаріша публічна церква в місті Рим і найстаріша базиліка західного світу. Тут розміщується кафедра римського єпископа і має титул екуменічної материнської церкви католицьких вірних. Будівля занепала в середні віки і сильно постраждала від двох пожеж у XIV столітті. Перебудовували її наприкінці XVI століття під час правління папи Сікста V. Інтер'єр нової споруди був відреставрований наприкінці XVII століття, а його фасад був завершений у 1735 році за папи Климента XII.
Нинішній ректор — кардинал протоієрей Анджело Де Донатіс, генеральний вікарій Римської дієцезії. Президент Французької Республіки, нині Еммануель Макрон, за посадою є «першим і єдиним почесним каноніком» архібазиліки, титулом, яким володіли глави держав Франції з часів короля Генріха IV.
Великий латинський напис на фасаді говорить: Clemens XII Pont Max Anno V Christo Salvatori In Hon SS Ioan Bapt et Evang . Цей скорочений напис перекладається так: «Папа Климент XII на п'ятому році [свого Понтифікату присвятив цю будівлю] Христу Спасителю на честь святих Івана Хрестителя та [Івана] Євангеліста». Напис разом із повною назвою (див. нижче) вказує, що архібазиліка спочатку була присвячена Христу Спасителю, а через сторіччя спільно присвячена Святим Івану Хрестителю та Івану Євангелісту. Христа Спасителя залишається його основним присвяченням, а його головним святом є 6 серпня — Преображення Господнє. Будучи кафедральним собором папи як єпископа Риму, він є вищим за всі інші церкви католицької церкви, включаючи базиліку Святого Петра.

## Дохристиянський період
Земля належала римській родині Латерано — звідти походить назва місця. У 60 році Нерон звинувачує Латерано у змові і конфісковує землю. У 161 році Марк Аврелій будує там палац. У 226 році імператор Септимій Север повертає частину власності назад сім'ї Латерано.
Папа Сильвестр I очолив офіційне відкриття архібазиліки та прилеглого Латеранського палацу в 324 році, змінивши назву з Domus Fausta на Domus Dei («Дім Бога») з присвятою Христу Спасителю (італ. Christo Salvatori).
Коли катедра стала символом єпископської влади, папська катедра була розміщена в її інтер'єрі, що перетворило її на катедру Папи як єпископа Риму.
Коли Григорій Великий відправив григоріанську місію до Англії під керівництвом Августина Кентерберійського, деякі оригінальні церкви в Кентербері взяли за зразок римський план, присвятивши церкву як Христу, так і святому Павлу, поза стінами міста. Церковна назва «Christ Church», настільки поширена сьогодні для церков по всьому світу в англомовних англіканських контекстах, спочатку походить від цієї римської церкви, центральної для досередньовічної християнської ідентичності.

## Християнський період

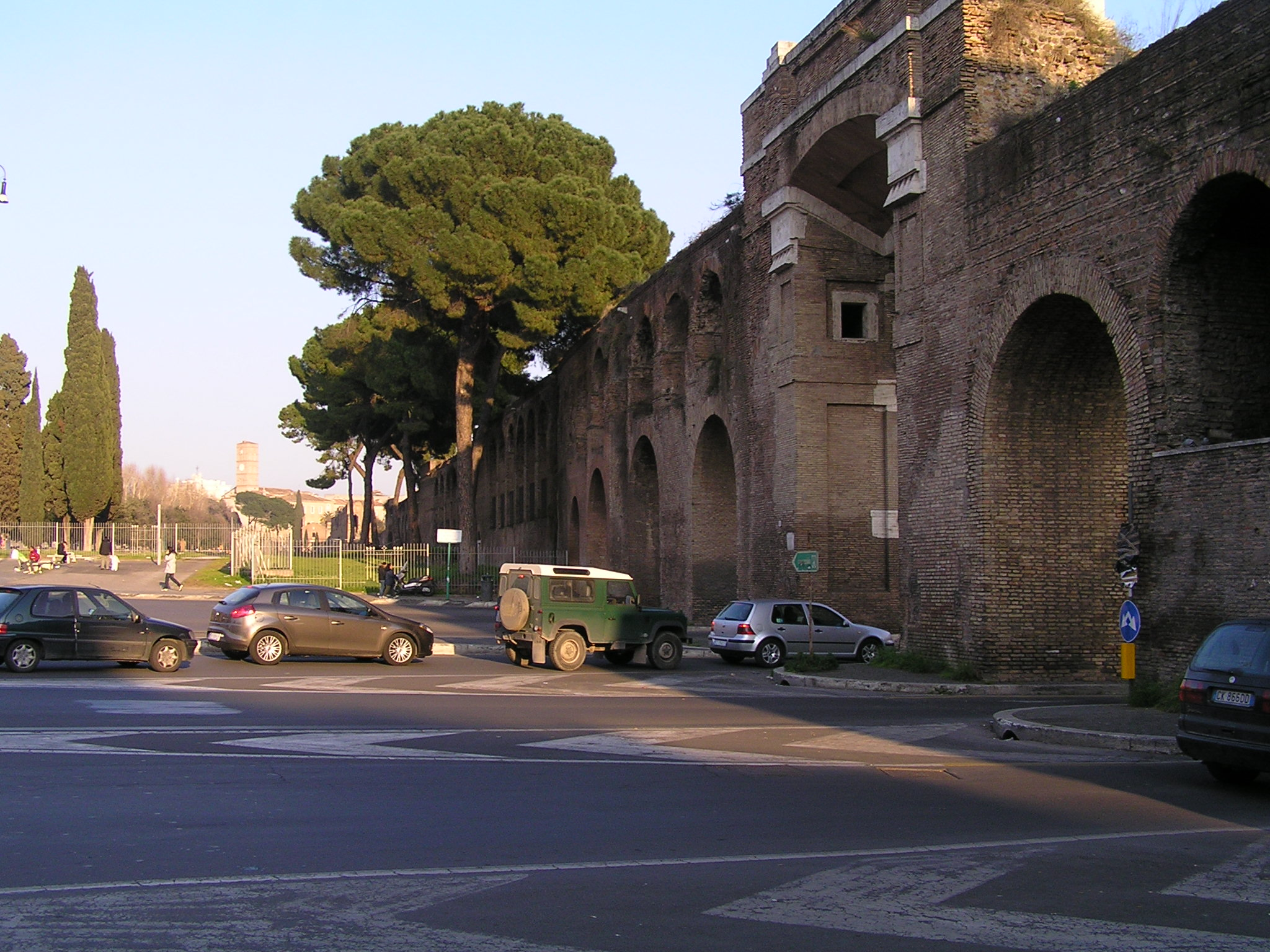
Стіна Авреліана в Латерано у теперішній час

На початку IV століття там, біля ауреліанської стіни розміщалися елітні війська (лат. quites singulares) імператора Максенція. Після того як імператор Констянтин у 312 році переміг Максентія наказав він знищити казарми (лат. damnatio memoriae — прокляття пам'яті) та стерти їх з пам'яті. На цьому місці збудував він базиліку та баптистерій для християнської громади Рима. Дружина Константина (сестра Максентія) Фауста передала єпископу Рима свій будинок на цьому місці у 313 році папі Мільтіаду.
З якого часу стає Латерано резиденцією пап досі не зовсім ясно. В цей час базиліка в Латерано служила кафедральним собором поряд з двома іншими базиліками: Собор Святого Петра (збудований над могилою апостола Петра) та Базиліка Святого Павла під мурами (збудована на могилі святого апостола Павла) але лежала в межах міста тому вона і до сьогодні має почесне ім'я «Omnium urbis et orbis ecclesiarum mater et caput» — Мати і голова всіх церков міста Рима і землі. Спочатку була освячена як церква Спасителя, пізніше додано ім'я Івана Хрестителя.
На передній стіні архібазиліки між головними порталами є дошка з написом «SACROS LATERAN ECCLES OMNIUM VRBIS ET ORBIS ECCLESIARVM MATER ET CAPUT» («Найсвятіша Латеранська Церква, мати і глава всіх церков у місті та світі» ); видима вказівка на те, що базиліка є «матірною церквою» всього світу. У дванадцятому столітті каноніки Латерану стверджували, що у головному вівтарі зберігається Ковчег Заповіту та кілька святинь з Єрусалиму. Таким чином базиліка була представлена як Храм Нового Завіту.
Архибазиліку та Латеранський палац двічі переосвячували. Папа Сергій III присвятив їх святому Івану Хрестителю в X столітті на честь щойно освяченого баптистерія архібазиліки. Папа Луцій II присвятив їх Івану Євангелісту в XII столітті. Таким чином співпокровителями архібазиліки стали святі Іван Хреститель та Євангелист Іван, а головним покровителем все ще залишається Христос Спаситель, про що свідчить напис на вході та традиційно для патріарших соборів. Отже, архібазиліка залишається присвяченою Спасителю, а її головним святом є свято Преображення Христового 6 серпня. Аркабазиліка стала найважливішою святинею двох святих Іванів, хоча й нечасто спільно вшановуваною. Пізніше в Латеранському палаці було засновано бенедиктинський монастир, який був присвячений служінню архібазиліці та двом святим.
Кожен папа, починаючи з папи Мільтіада, займав Латеранський палац до правління французького папи Климента V, який у 1309 році переніс резиденцію папства до Авіньйону, папської вотчини, яка була анклавом у Франції. Латеранський палац також був місцем проведення п'яти Вселенських соборів (див. Латеранський собор).

## Галерея

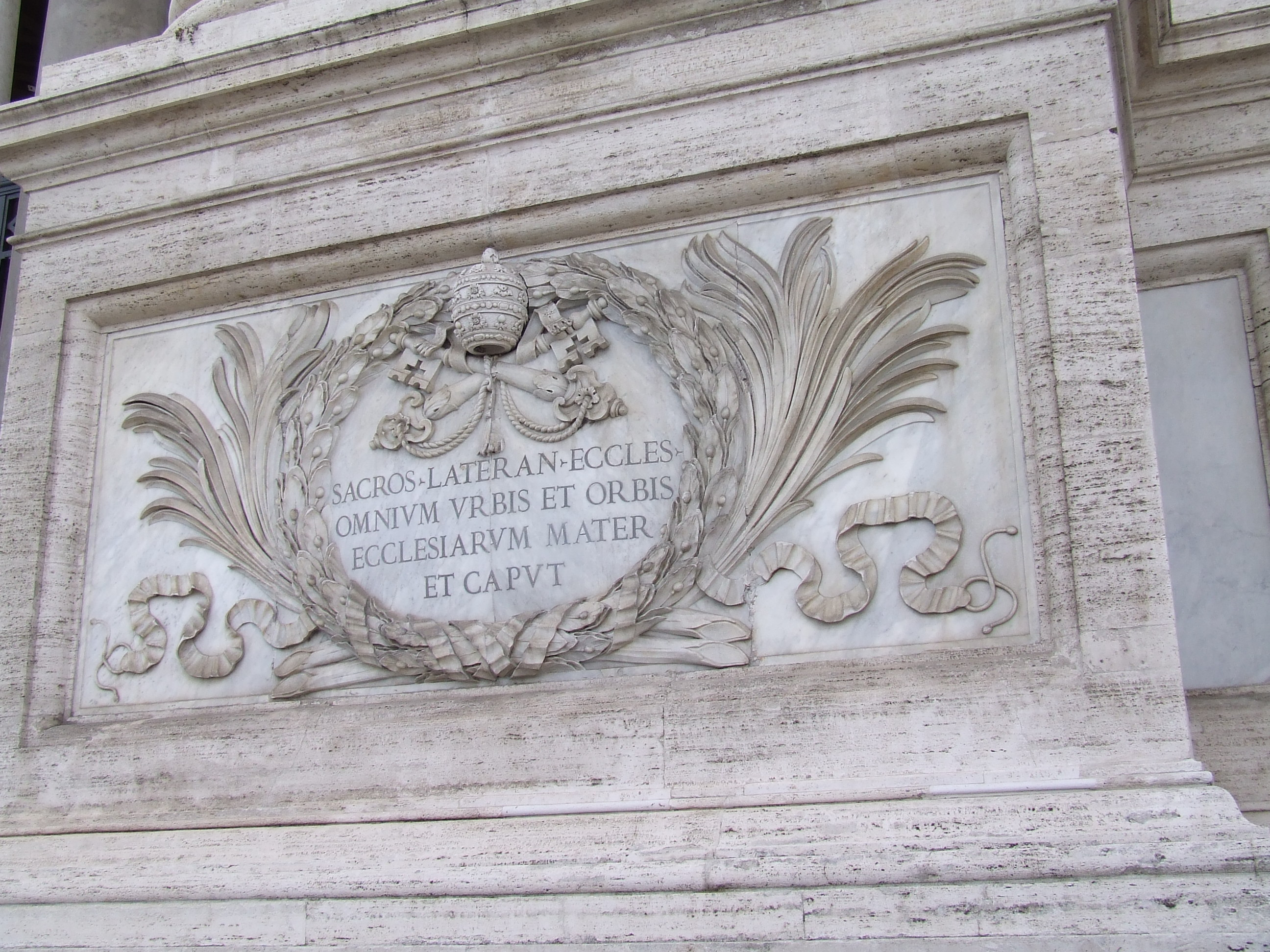
Напис біля головного входу, з заявою про те, що Велика базиліка є «матір'ю-церквою» англ. mother church світу.
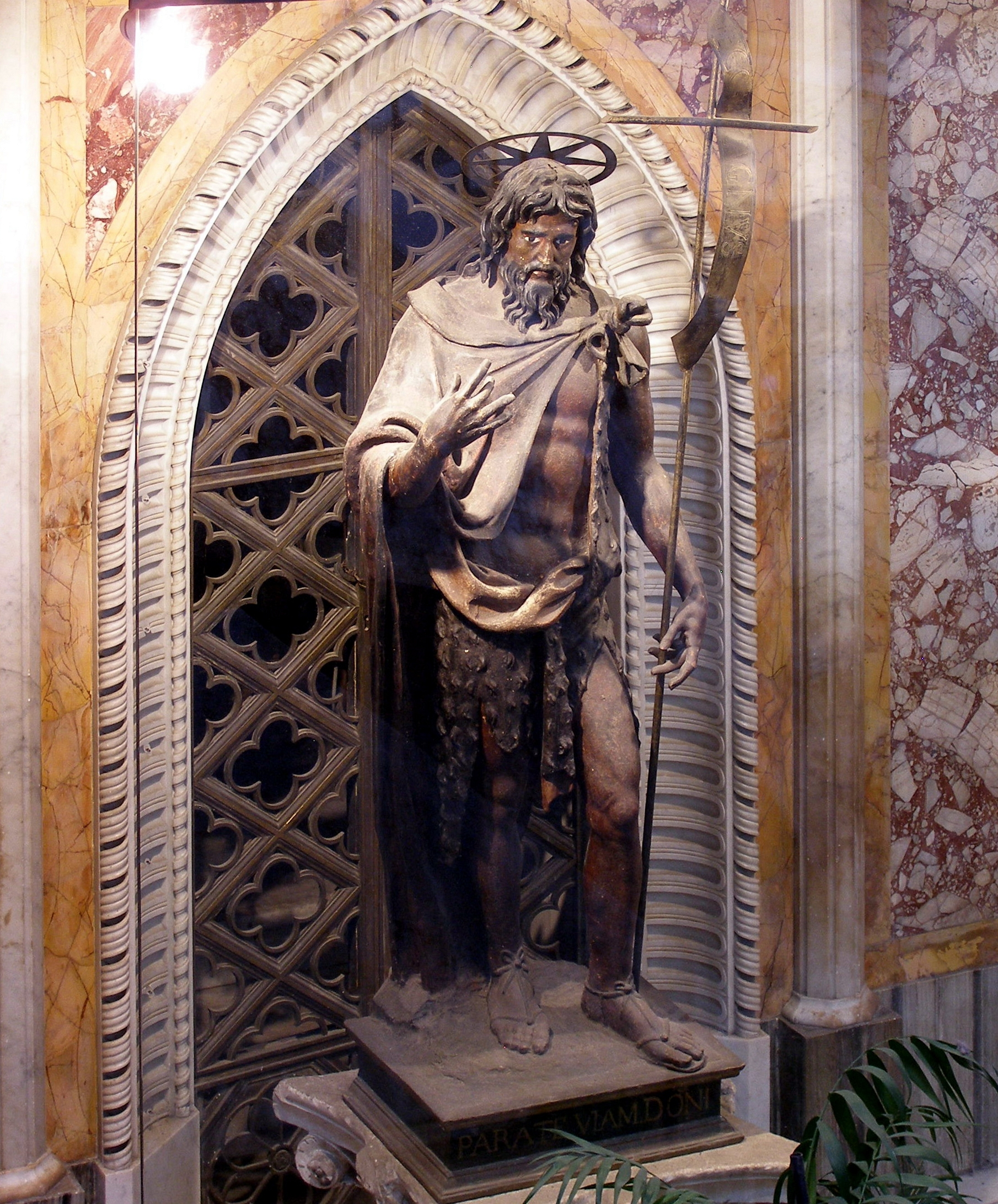
Статуя Івана Хрестителя.
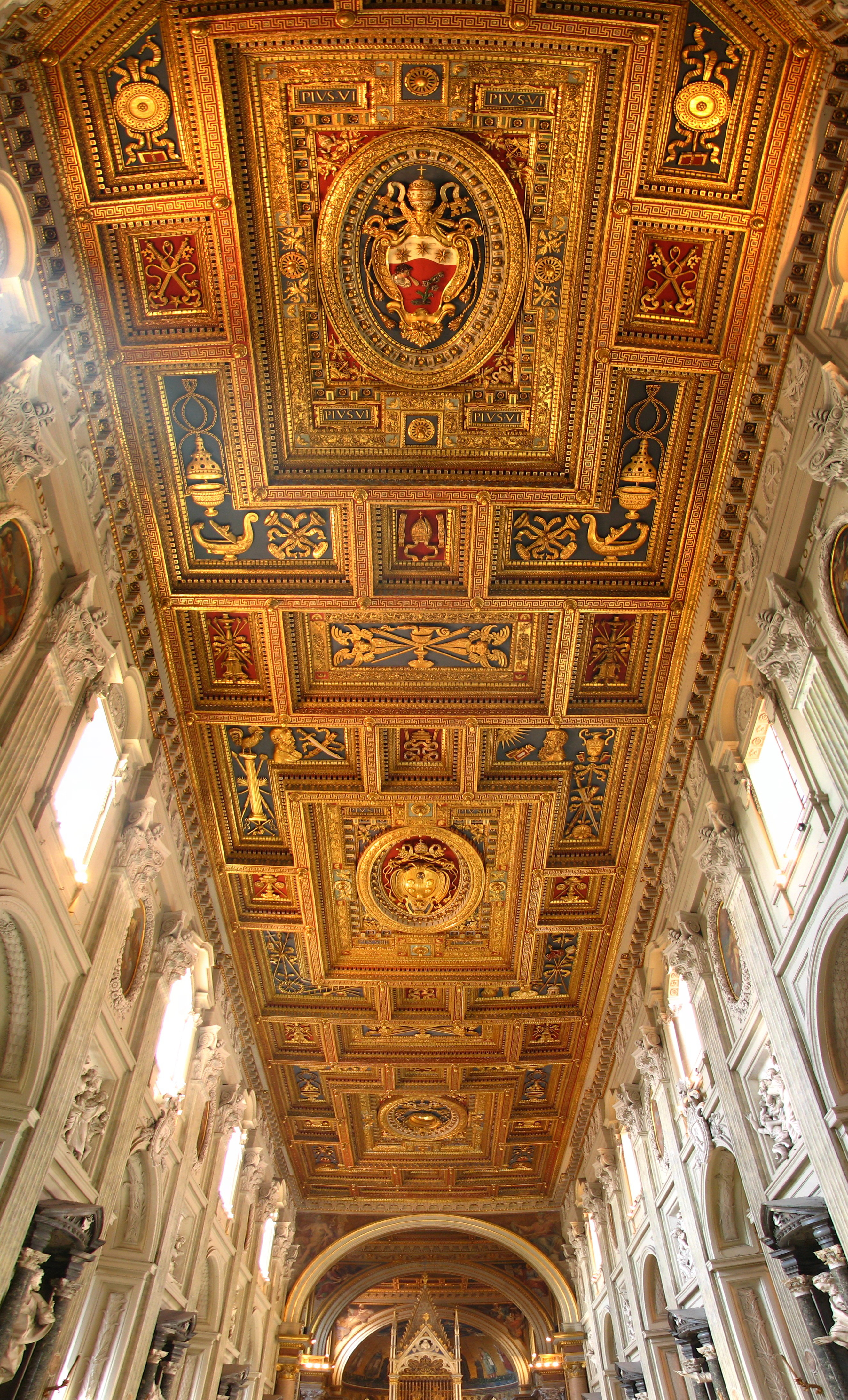
Оздоблена стеля.
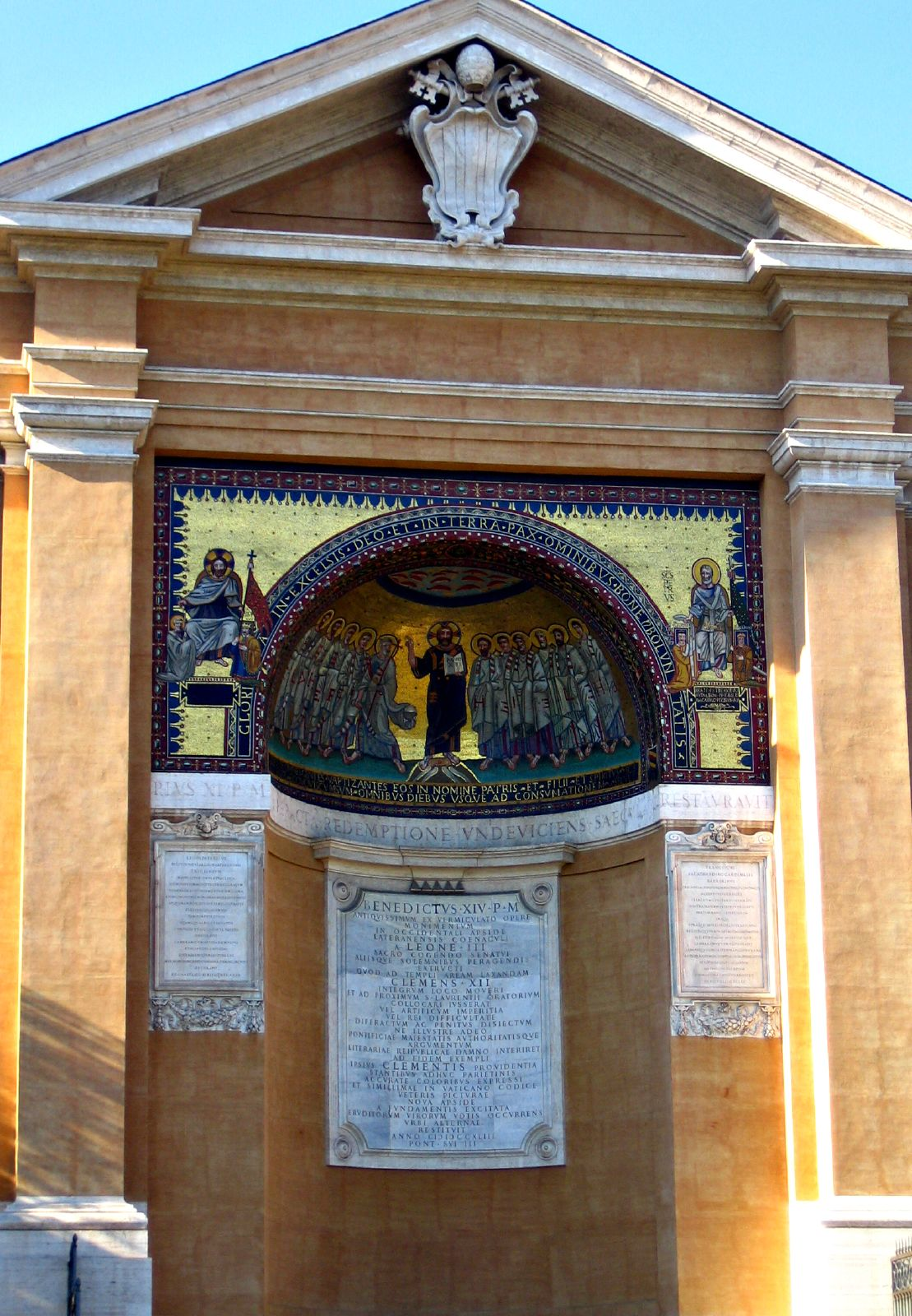
Апсида з мозаїкою з триклінію папи Лева ІІІ.
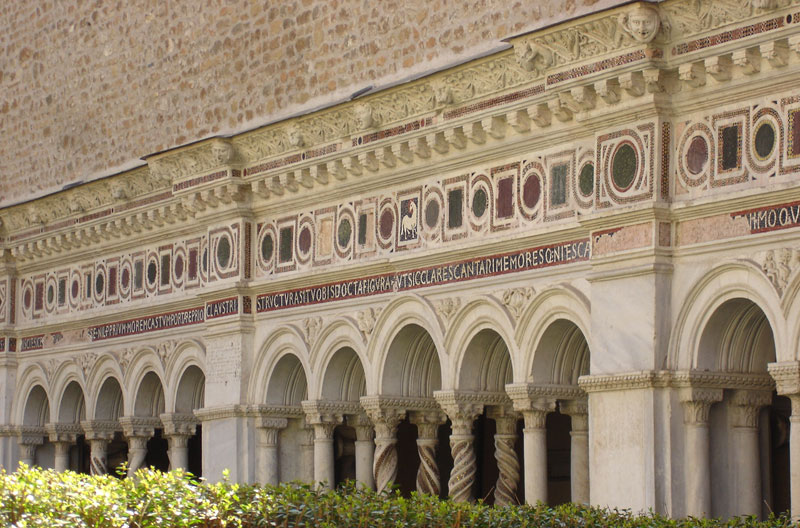
Обитель прикріпленого монастиря з декораціями у стилі косматеско.
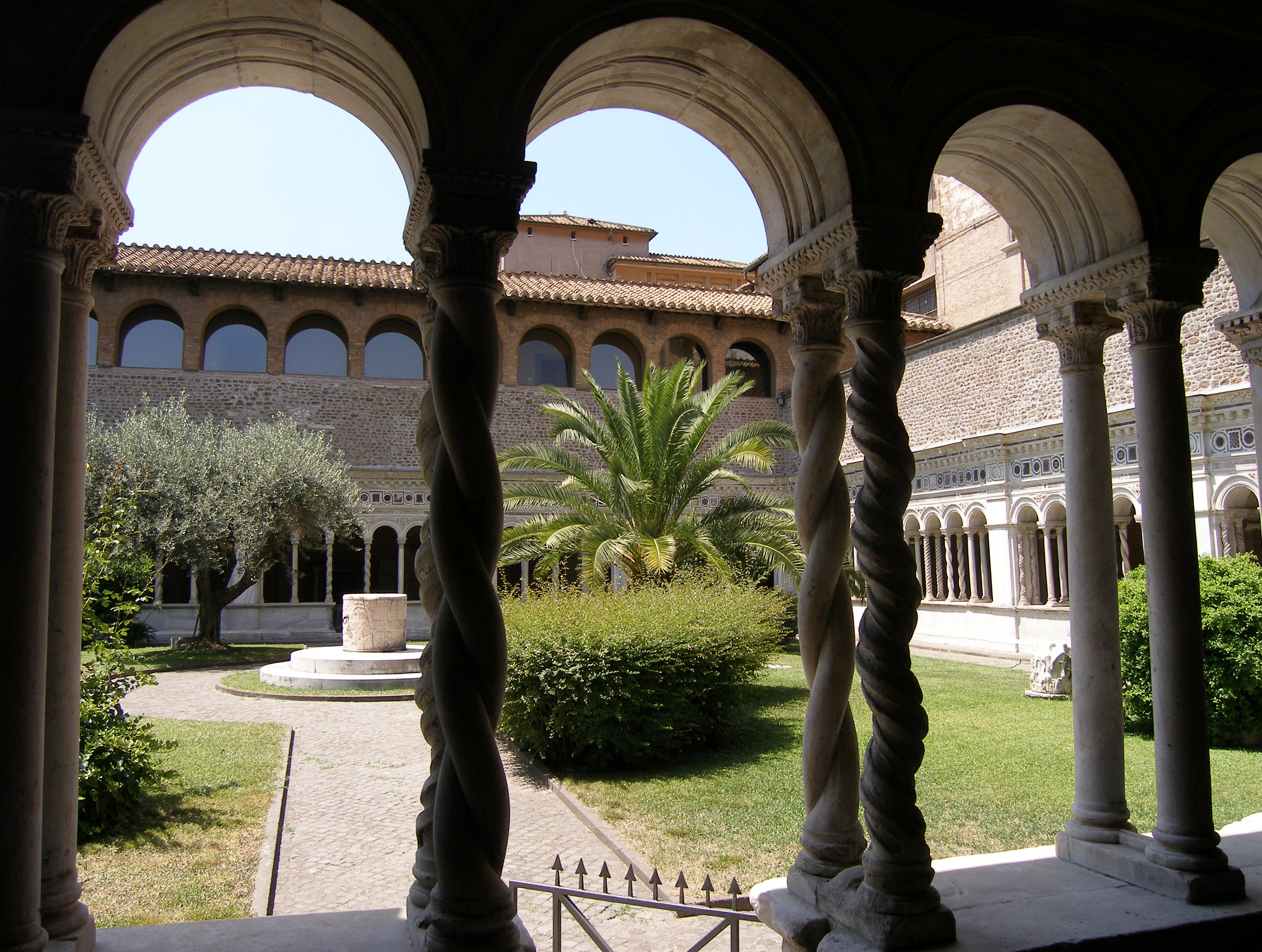
Обитель прикріпленого монастиря.
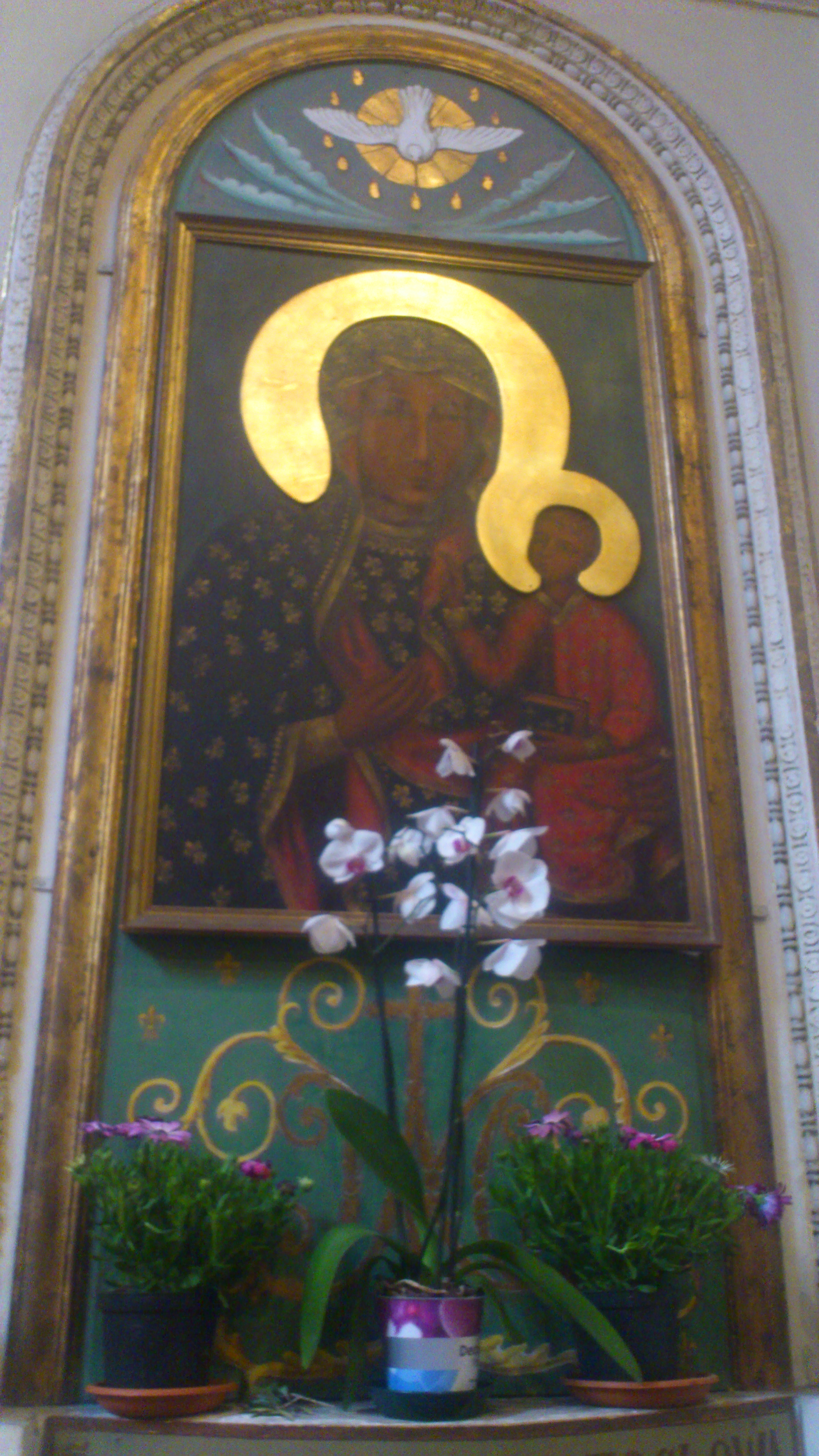
Ченстоховська ікона Божої Матері, зображена у Великій базиліці.